# Maleíno (ostiário)
Maleíno (em grego medieval: Μαλέϊνος; romaniz.: Maleínos) foi um oficial bizantino do final do século X ou começo do XI, cujo prenome é desconhecido. Se sabe de sua existência a partir de seu selo no qual é registrado como ostiário imperial e primicérios dos notários.